# Curatelle
Ne doit pas être confondu avec Curățele.
La curatelle, du latin curator (curare : « soigner ») et du haut français curatela, est une mesure établie par la justice à destination d'une personne dans le but de l'aider dans la gestion de ses affaires personnelles, voire de la représenter. Son étendue et ses variations dépendent des juridictions et des systèmes juridiques.
La curatelle existe dans différents systèmes juridiques.

## Belgique
En droit belge, une curatelle est une mesure mise en œuvre à la suite d'une déclaration de faillite par un juge du tribunal de l'entreprise. Le jugement déclaratif de faillite est publié au Moniteur belge. Un curateur est alors désigné sous le contrôle actif du tribunal et du juge commissaire désigné. Le curateur assure la gestion des biens du failli, la notification aux créanciers, le recouvrement des créances, la recherche d’un éventuel repreneur, la liquidation de la faillite et, éventuellement, le paiement entier ou partiel des dettes. Il vérifie donc les comptes de l’entreprise, se déplace au siège social,.
Il peut même citer le cas échéant l’administrateur en responsabilité si ce dernier s’est rendu coupable de fautes. Le curateur doit faire rapport au Parquet des infractions qu’il aurait constatées. Le curateur peut aussi appliquer les mécanismes d’inopposabilité et les procédures de protection des actifs contenues dans le droit de l’insolvabilité dans l’intérêt des créanciers qu’il représente (Livre XX du Code de droit économique). 

## France
En droit français, la curatelle est une mesure prononcée par le juge des tutelles permettant la protection par un curateur d'un majeur protégé, qui va au delà de la sauvegarde de justice. Ce majeur peut accomplir certains actes de la vie civile seul, mais pour les actes de disposition (achat d’une maison, etc.), le majeur protégé doit les accomplir avec les conseils et le contrôle de son curateur.

## Suisse
La curatelle, du latin curator (soigner), en allemand Beistandschaft, est une mesure de protection établie par la justice, volontaire ou imposée, en faveur d'une personne majeure ou mineure qui a besoin d'aide. Elle peut servir à l'aider dans la gestion de ses affaires personnelles, voire de la représenter selon les cas et le type de curatelle.

## Québec (Canada)
En droit québécois, la curatelle était entre autres régie par les articles 281 à 284 du Code civil du Québec. Le Curateur public du Québec était appelé à intervenir lorsqu'un majeur est placé sous curatelle.
Toutefois, la curatelle est abolie par la Loi modifiant le Code civil, le Code de procédure civile, la Loi sur le curateur public et diverses dispositions en matière de protection des personnes de juin 2022. La nouvelle loi introduit le concept de tutelle modulée, c'est-à-dire que des experts évalueront l'état des personnes pour déterminer la latitude dont jouit la personne pour prendre des décisions la concernant.